# Âne en Grèce
L′âne en Grèce, qui a historiquement représenté une espèce nombreuse élevée pour le transport et le travail, a connu un déclin spectaculaire durant la seconde moitié du XXe siècle.

## Histoire
Le climat et le relief de la Grèce, territoire soumis à d'importantes sécheresses et présentant de nombreuses zones montagneuses, a rendu historiquement l'âne indispensable aux transports, au portage et à la traction. L'espèce s'adapte bien au climat local, notamment aux hivers doux.
Durant les années 1950 et 1960, la Grèce compte plus d'un demi-million d'ânes. Giorgos Arsenos (Γ. ΑΡΣΕΝΟΣ), professeur de médecine vétérinaire à l'Université Aristote de Thessalonique, et son équipe, citent 508 000 têtes en 1955. En 1961, la FA0 dénombre 506 000 ânes et 222 000 mules dans tout le pays. L'âne connaît ensuite un important déclin, comparable à ce qui s'observe dans d'autres pays d'Europe en raison de la motorisation.
D'après l'étude d'Arsenos et al., la population asine grecque tombe à seulement 14 570 en 2008, soit une chute de 97 % depuis 1955. L'ouvrage de référence de CAB International donne une estimation de 43 000 ânes dans toute la Grèce en 2013, soulignant la grande difficulté à obtenir un recensement fiable
.
Arsenos donne une conférence à propos du déclin de l'âne à Hydra en 2007, soulignant le risque que la population asine tombe à moins d'un millier en 2020.
La première étude menée sur l'âne au XXIe siècle émane de G. Arsenos, A. I. Gelasakis (Α. Ι. ΓΕΛΑΣΑΚΗΣ) et E. I. Papadopoulos (ΕΛ. ΠΑΠΑΔΟΠΟΥΛΟΣ), qui déclarent en 2010 que l'âne devrait être placé parmi les espèces protégées en raison de la diminution drastique de ses effectifs.

## Élevage

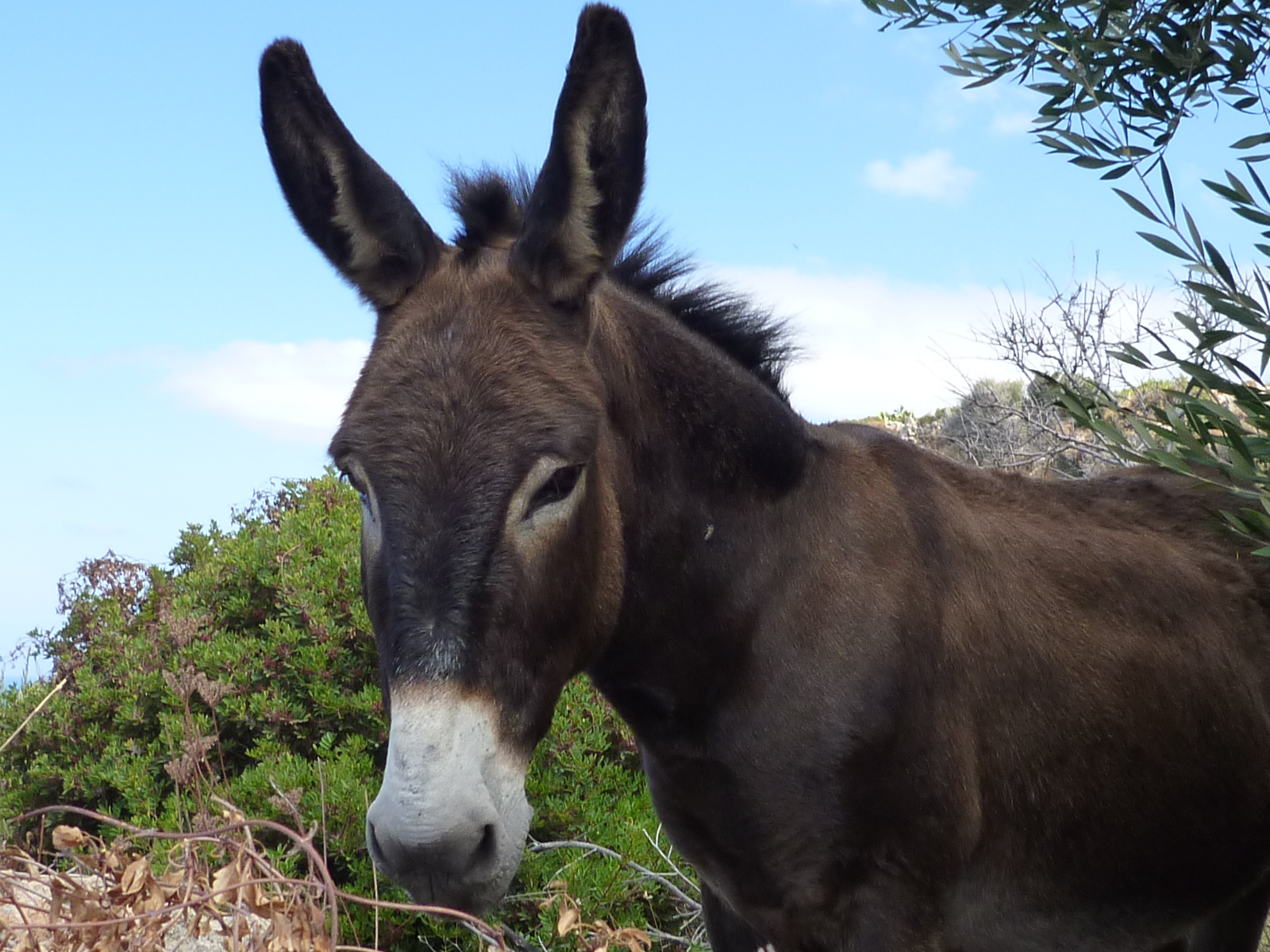
Âne sur Kárpathos, en 2012.

La population asine de Grèce est d'une très grande diversité phénotypique. Il n'existe aucun programme d'élevage particulier. 
La perte de l'intérêt pour l'âne a conduit à une ignorance des besoins de ces animaux, avec une grande hétérogénéité en matière de soins selon les régions. La malnutrition et le parasitage sont fréquents.